# Desmatodon amblyophyllus
Desmatodon amblyophyllus là một loài rêu trong họ Pottiaceae. Loài này được Mont. mô tả khoa học đầu tiên năm 1845.